# 김동연
김동연(金東兗, 1957년 1월 28일~)은 대한민국의 정치인으로 제36대 경기도지사(민선 8기)이다. 초대 국무조정실장, 제15대 아주대학교 총장, 제4대 경제부총리 겸 기획재정부 장관을 역임하였다.

## 생애
본관은 경주이며, 1957년 충청북도 음성군에서 태어났다. 1968년 아버지가 33세의 나이에 갑자기 돌아가신 후가세가 크게 기울어 청계천 무허가 판잣집과 천막촌에서 할머니, 어머니, 동생 3명과 함께 살았다. 가족 부양을 위해 덕수상업고등학교를 졸업하기도 전인 1975년 1월, 한국신탁은행에 취업하였고, 이듬해 1976년 2월, 야간대학이었던 국제대학에 진학하였다.
1977년 병역 신체검사에서 "시력 0.04를 포함하여 신체검사 등급 2등급, 합계 10점짜리 징집 등급에서 연령 1점, 학점 2점, 체격 5점, 지능 2점 등을 받아 모두 합쳐서 3등급"으로 '중등도 근시'라는 판정을 받고 보충역에 편입되었다.
은행원으로 생계를 유지하며 "세상 누구를 지금의 내 자리에 데려다 놓아도 더 열심히 할 수는 없을 것"이라는 각오로 공부한 끝에 25살이 되던 1982년 제26회 행정고시와 제6회 입법고시에 동시 합격을 하여 공무원 임용 신체검사 때 간이 시력검사에서 0.3 내외를 받고 1983년부터 경제기획원에서 공직을 시작하여 기획예산처에서 주로 근무했다. 공무원을 하면서 서울대학교 행정대학원 석사에 이어 국비 장학금과 미국 정부의 풀브라이트 장학금을 받아 미시간대학교(University of Michigan)에서 정책학 석, 박사 학위를 취득했다.
32년 공직생활을 하며 ‘사회 변화에 대한 기여’를 신조로 삼은 김동연은 기획예산처 전략기획관을 하던 2006년 참여정부에서 변양균 장관과 함께 '대한민국 최초의 중장기 전략보고서'라고 자평한「국가비전2030」작성의 실무를 총괄하였다
세계은행(IBRD) 프로젝트 매니저를 거쳐 이명박 정부에서 경제금융비서관과 국정과제비서관, 예산실장을 역임한 후 기획재정부 제2차관을 지냈다. 2012년 4월 19대 국회의원 선거를 앞두고 각 정당이 '무상 복지 정책'을 공약했을 때 김동연 차관은 "제기된 공약을 다 이행하려면 추가 증세와 국채 발행이 불가피하다"며 무상 보육에 반대하고 보편적 복지 정책을 비판하였다.
박근혜 후보가 당선된 이후 박근혜 정부 국무조정실장을 지냈다.
2012년 동아일보에서 ‘죽기 전에 이것만은…’이란 특집을 연재하면서 원고 청탁을 받은 김동연은 '버킷리스트 첫 번째에 있던 그 꿈을 이룬 어느 날에 대한 이야기'를 다룬 「돌아가신 아버지와의 대화」에서 "거꾸로 두 아들과 철든 남자 대 남자로 대화하고 싶다"는 소망을 "새 버킷리스트 맨 윗줄에 올린다"는 내용으로 쓴 글이 1월 18일에 알려졌지만 새 버킷리스트는 이루어지지 않은 채, 자신이 미국 워싱턴주에 있는 세계은행에서 근무할 때 시애틀에 있는 워싱턴대에 진학하여 4학년이던 2008년에 '할아버지 사연'으로 제9기 대학생 인턴기자로 선발된 동아일보에서 일할 기회를 얻었던 큰 아들이 27세 나이였던 2013년 10월 세상을 떠나고 '원전부품비리 사건'이 크게 터져 범정부대책TF 위원장을 맡았는데 한 신문에서 "아들 발인날도 일을 했다"고 보도된 것에 대해 "큰 애가 그 상황에서 뭐라고 했을까"는 물음에 스스로 "자랑스러운 아버지이고 공직자인데 ‘당연히 하셔야죠’ 했을 거다."는 생각으로 "이 악물고 일을 했다.”고 밝혔다 9개월 뒤 스스로 공직에서 물러났다.
2017년에 쓴 「있는 자리 흩트리기」에서 큰아들에 대해 “큰 아이가 자랑스럽게 생각했던 길을 계속 가고 싶다”며 “무언 중에 한 수많은 약속을 지키는 길을 가고 싶다”고 썼다.
정치권을 떠들썩하게 한 국회 정무위원회 소속 국회의원을 역임했던 성완종 전 경남기업 회장이 정•관계 유력인사들에게 16년간 보낸 선물 품목과 액수 등이 상세히 적은 ‘성완종 선물리스트’에서 노대래 전 공정거래위원장과 함께 선물을 받지 않은 공직자로 등장하는 김동연은 국무조정실장으로 있으면서 비서실에 "사적으로 아주 가까워 거절하면 결례인 경우에 양로원 등에 보내달라"고 했고, "그 외 다른 것들은 정중하게 사양했으면 좋겠다"고 말했는데 "'잘 아는 사이였던' 성 전 회장 선물이라 돌려보낸 건 아니었고, 그 기준에 따라 처리한 것뿐이다.”고 했다.
공직에서 물러난 이후 시골에서 머물다 2015년부터 제15대 아주대학교 총장을 맡아 '파란학기’, ‘After You 프로그램’, ‘아주 희망 SOS 프로그램’ 등 창의 중심의 대학 혁신과 계층 이동을 촉진하는 새로운 프로그램을 도입"하여 사회적으로 관심을 받았으며 브라운백미팅, 총장북클럽, 진로멘토링 등을 정기적으로 했다.
문재인 정부가 출범하면서 초기 내각의 경제 부총리 겸 기획재정부 장관에 임명되어 총장직에서 자리를 옮길 때에는 재임기간 2년 동안 총 급여 3억 5천만원의 40% 가량인 1억 4천만원을 소외 계층을 위해 기부했다.

### 부총리 겸 기획재정부 장관
2017년 6월 문재인 정부에서 부총리 겸 기획재정부 장관으로 임명되었다. 부총리로 재임하면서 혁신성장과 규제개혁의 중요성을 강조했으며, 소득주도성장만으로는 안 되고 소득주도성장과 혁신성장이 같이 가야 한다고 하였다.
2017년 10월 사드로 인한 중국과의 갈등에도 불구하고 한중 통화스와프를 연장시켰으며, 미국의 환율조작국 지정을 막아냈다. 2017년 11월 캐나다와도 무제한 통화스와프를 체결했고, 2018년 2월에는 이주열 한국은행 총재와의 공조로 스위스와도 100억 스위스프랑(약 11.6조 원) 규모의 통화스와프를 체결했다.
한편 장하성 정책실장과의 갈등설이 돌았다. 두 사람은 최저임금 인상 문제를 비롯해 정책 방향에 대한 이견을 자주 노출했고, 경제 컨트롤타워 혼선 논란이 생겼다. 청와대는 "두 사람은 정책 방향에 대해 작은 이견이 있는 것뿐"이라며 "오히려 건전한 토론이 벌어지는 게 정책 구현에 큰 도움이 된다"고 갈등설에 대해 해명했고, 두 사람 중 김동연 경제부총리가 컨트롤타워라고 입장을 밝혔다. 2018년 7월 두 사람은 2주에 1번씩 만나 정부의 경제정책 방향에 대한 의견을 주고받기로 하였다.
2018년 8월 삼성전자를 방문해 이재용 부회장을 만났다. 그러나 정부가 '재벌그룹 팔 비틀기'에 나선다는 비판이 제기되면서, 삼성의 투자·고용 확대 계획 등은 발표되지 않았다.
2018년 9월 문재인 대통령은 미국을 방문하고 이낙연 국무총리는 쩐다이꽝 베트남 주석 조문을 위해 베트남 하노이를 방문하면서, 김동연 경제부총리가 대행체제를 맡았다.
그러나 가시적인 경제 성과를 내지 못한데다가 장하성 청와대 정책실장과의 갈등설이 지속적으로 제기되면서, 2018년 11월 장하성 정책실장과 동시에 경질되었다. 후임에는 홍남기 국무조정실장이 지명되었다.

### 공무원 퇴임 이후
2018년 12월 경제부총리에서 사임했을 무렵 김종인으로부터 “다음 대통령선거 때쯤 대한민국에 경제 문제가 가장 심각한 상황으로 갈지도 모른다. 경제 대통령에 대한 욕구가 셀지도 모르니까 그것에 대한 준비를 철저히 한번 해 보라”는 조언을 들었다고 한다. 김동연은 사단법인 '유쾌한 반란'을 운영하며 강연활동을 하였으며 부총리로 있으면서 "경제 정책의 올바른 방향을 놓고 소신껏 주장을 폈다"며 "청와대와도 치열한 논쟁을 벌였지만 정치를 할 목적으로 대립각을 세운 적은 없었다"고 말했다.
2021년 6월 중순 신간을 출간하면서 계획했던 출판기념회를 미루고 6월 20일 명동성당에서 노숙인 무료 급식 배식 봉사를 하고 21일 서울 여의도 국민은행 신관에서 열린 '청년들과 공감, 소통의 장, 영리해(Young+Understand)' 행사 후 기자들과 만나 "지난 2년간의 배움을 통해 책을 하나 쓰고 있다. 얼추 마무리돼 간다"며 "책은 6월 초중순쯤 나올 것으로 보이는데 정치와는 아무 관련이 없는 책"이라고 밝혔으나7월19일 『대한민국 금기 깨기』 정식출판에 앞서 매일경제와 미디어오늘 인터뷰에서 정치 현안에 입장을 밝혔으며 부동산 문제 해결을 위해 이낙연 전 더불어민주당 대표, 추미애 전 법무부 장관 등이 입법을 통한 도입을 주장하는 "‘토지 공개념’ 도입이 필요하다"는 입장을 밝히며 "토지에서 나오는 불로소득을 환수하는 시장친화적인 토지 공개념 도입이 필요하다”고 주장하자 사흘 전에 책을 미리 받아 읽어본 김종인도 “현실에 대한 인식은 아주 잘 돼 있다”고 극찬했으며 문재인 정부 초대 경제부총리로 재임하던 시절 ‘소득주도성장’에 대해 “네이밍(naming)부터 잘못됐다”며 “‘소득’만이 ‘주도’해서는 ‘성장’이 이뤄지지 않는다. ‘공급’ 측면에서 혁신이 함께 이뤄져야 한다”고 지적하며 “고용에 미치는 영향이 가장 큰 걱정"이어서 “대통령께 현실을 적나라하게 보고하려고 준비했지만 기회는 번번이 저지당했다”고 적었다.

### 정치 활동
2021년 9월 8일, 제20대 대선 출마를 선언했다. 새로운물결을 창당하여 당대표를 맡으며 새로운물결의 대선 후보로 출마했다. 2022년 3월 2일, 더불어민주당 이재명 후보 지지를 선언하면서 후보에서 사퇴했다.
2022년 6월 1일 치러칠 제8회 지방선거에서 경기도지사 출마를 선언했고 새로운물결과 더불어민주당이 합당했다.
2022년 4월 25일 더불어민주당의 경기도지사 후보로 공천되어 경기북도 설치를 공약하였다. 6월 1일 제8회 전국동시지방선거에서 당선되어 7월 1일 경기도지사로 취임하였다.

## 학력
- 서울광희국민학교 졸업
- 광희중학교 졸업
- 덕수상업고등학교 졸업
- 국제대학교(현재 서경대학교) 법학과 학사
- 서울대학교 행정대학원 행정학 석사
- 미시간 대학교 대학원 정책학 석사
- 미시간 대학교 대학원 정책학 박사

## 경력
- 1982년: 제26회 행정고시 합격
- 1982년: 제6회 입법고시 합격
- 1983년~2002년: 경제기획원 경제기획국, 대외경제조정실 사무관, 대통령비서실 행정관, 재정경제원 서기관, 기획예산처 사회재정과장, 재정협력과장
- 2002년: 전윤철 대통령비서실장 보좌관
- 2002년~2003년: 미국 존스홉킨스대학교 국제대학원 풀브라이트 교환교수
- 2002년~2005년: 세계은행 선임정책관
- 2005년~2006년: 기획예산처 전략기획관
- 2006년~2007년: 기획예산처 산업재정기획단장
- 2007년~2008년: 기획예산처 재정정책기획관
- 2008년: 제17대 대통령직인수위원회 기획조정분과 전문위원
- 2008년~2009년: 대통령비서실 경제수석실 경제금융비서관
- 2009년~2010년: 대통령비서실 국정기획수석실 국정과제비서관
- 2010년~2012년: 기획재정부 예산실장
- 2012년~2013년: 기획재정부 제2차관
- 2013년~2014년: 국무조정실장
- 2014년~: 중앙일보 「김동연의 시대공감」 칼럼 필진
- 2015년~2017년: 아주대학교 총장
- 2017년~2018년: 제7대 경제부총리 겸 기획재정부 장관
- 2017년~2018년: 국민경제자문회의 당연직위원
- 소상공인연합회 상임고문
- 한국방송통신대학교 석좌교수
- 2019년 12월~2021년 8월: 사단법인 유쾌한반란 이사장
- 미시간대학교 초빙교수
- 사단법인 유쾌한반란 시니어 인턴
- 새로운물결 창당준비위원장
- 제20대 대통령 선거 새로운물결 대통령 후보(더불어민주당 이재명 후보와 단일화로 인한 사퇴)
- 2021년 12월~2022년 4월: 새로운물결 당대표
- 2022년 7월~: 제36대 경기도지사 (민선 8기, 더불어민주당, 초선)
- 2025년 4월: 제21대 대통령 선거 더불어민주당 경선 후보 (최종 2위)

## 저서
- 「김동연의 시대공감」(중앙일보, 2013년~2015년)
- 「있는 자리 흩트리기」(쌤앤파커스, 2017년 5월)
- 「대한민국 금기 깨기」(쌤앤파커스, 2021년 7월 19일)

## 일화
2013년 국무조정실장으로 재직할 때 28세이던 장남이 백혈병으로 사망하였는데 아들 장례식 당일에 업무에 복귀해 당시 국조실이 만든 '원전비리 종합대책'을 직접 발표했다. 당시 주변에 아들의 투병 사실도 알리지 않았고, 아들의 부고조차 내지 않고 부의금도 받지 않았다.

## 평가

### 아주대학교 총장
김동연 아주대 총장이 경제부총리 내정자로 지정된 이후, 학내에서는 김 총장이 임기 도중에 학교를 떠나 아쉽다고 입을 모았다. 익명의 한 학생은 "총장 임기 시작과 동시에 여러 활동을 통해 학생들과 함께하고 학생들의 뜻을 존중하는 모습이 감동적"이었다며 "마땅히 보내드려야 한다고 생각하지만 아쉽기도 하다"고 했다. 채 아주대 총학생회장은 "김 총장님은 학생들이 더 많은 경험을 할 수 있도록 글로벌 인턴쉽, After you, 파란학기 등 다양한 프로그램을 진행했다"며 "한 달에 한 번씩 브라운 백 미팅을 열어 학생들과 점심을 함께 먹으며 건의사항을 직접 듣는 등 항상 소통하기 위해 노력했다"고 말했다. 정영기 아주대 교수회장은 "총장이 나라의 중책을 맡아 학교의 위상을 드높이게 될 것이라는 의견도 있지만 동시에 총장이 임기를 채우지 못하고 떠나게 돼 아쉽다는 지적도 있다"고 전했다.

### 부총리 겸 기획재정부 장관
2018년 5월 7일 한국경제신문이 각계 전문가 140명을 대상으로 한 설문조사 결과, 김동연 부총리는 청와대 및 행정부 경제라인 업무 평가(10점 만점)에서 평가 대상인 10명 가운데 가장 높은 7.01점을 받았다. 정부 경제정책 영향력이 가장 큰 인물로는 장하성 정책실장으로 꼽혔고, 김동연 부총리는 2위를 차지했다.
2018년 5월 8일 머니투데이 the300이 국회의원·보좌진 345명을 상대로 실시한 장관 평가 결과, 김동연 부총리는 18명의 장관(2명의 위원장 포함)들 중 5위를 차지했다. 1~3위는 국회의원 출신 장관들이 차지했으며, 김 부총리는 관료 출신 장관들 가운데서는 2번째로 높은 등수를 기록했다.

## 논란

### 대장동 화천대유 연루 임원 고액 후원금
20대 대선 때 이재명 후보의 변호사 비용을 대납했다는 의혹을 받는 S사의 전직 고위 임원들이 김동연 후보에게도 거액을 후원했다. S사 실소유주들로부터 법정최고한도인 1,000만원씩 총 2,000만원이 같은 날 입금됐다. 대장동 개발 업체들의 자금 거래 흐름에 연루된 S사는 이재명 후보 변호사비 대납 의혹으로 검찰 수사를 받는 곳으로, S사의 전환사채를 둘러싼 100억원대의 복잡한 금전거래엔 화천대유 대주주인 김만배가 연루돼 있다. S사 전현직 임원 4명은 이재명 후보에게도 4,000만원을 후원했다.

### 택시 기사 폭행
1994년 김동연은 택시 기사를 폭행한 혐의로 형사입건돼 검찰로부터 기소유예 처분을 받았다.

### 시력 검사 조작 병역 기피 의혹
김동연은 1977년 병역판정 당시 중등도 근시를 사유로 보충역 처분을 받았다. 병역판정 당시 시력 검사 결과는 0.04였는데 1982년 공무원 신체검사 당시 좌 0.3 우 0.2가 나왔다. 시력표를 보고 단순하게 검사하는 것을 이용해서 시력을 고의적으로 낮췄다는 의혹이 제기됐다.

### 아들 미국 국적
1992년 태어난 김동연 아들은 미국 국적을 취득한 뒤 초등학교와 중학교, 대학교를 모두 미국에서 나왔고, 미국인만 받을 수 있는 연방장학금을 수령하고 등록금 감면 혜택을 받았다.

### 여비서 기획재정부 채용 청탁 의혹
김동연이 아주대학교 총장에서 기획재정부 장관으로 자리를 옮기면서 김동연의 여비서도 기획재정부 연구원이 되었다. 2022년 5월 23일 경기도지사 후보 토론회에서 강용석 후보가 김동연의 여비서와 관련한 채용 청탁 의혹을 제기했다. 강용석은 김동연 후보에게 "아주대 비서 박모씨를 아느냐. 해당 여성과 해외출장을 몇 번 갔는지 기억하나. 아주대 총장에서 기획재정부로 갈 때 비서 박모씨도 함께 기재부 연구원이 됐다. 채용에 관여하지 않았나?"라고 의혹을 제기했다. 김동연 후보는 여비서의 기재부 연구원 합격에 대해선 인정했지만, "공고를 통해 절차에 따라 응시하고 합격한 것으로 안다"고 해명했다.
강용석 후보는 "그렇게 우수해서 기획재정부 연구원까지 된 분이 또 잠깐 있다가 그만둔다. 우리 부총리님과 함께 '유쾌한 반란'이라는 시민단체를 만드는데 거기서 상임이사 겸 사무국장이 됐다. 부총리님께서 그 단체를 만드신 거 맞느냐"며 해당 단체 구성원들의 사진을 제시했다. 김동연 후보는 "사단법인 '유쾌한 반란'은 비영리 봉사단체"라며 여비서에 대해 "아주대에서 기재부의 올 적에도 보수가 깎였다. 그리고 아주대로 복귀했다"고 답했다. 강용석 후보는 "기재부 연구원이라는 그 좋은 자리를 왜 그만뒀느냐"고 거듭 물었다. 김동연 후보는 "기재부가 좋은 게 아니라 오히려 아주대가 더 좋다"고 반박하자, 강 후보는 "그런데 기재부에 따라간 것이냐"고 거듭 의혹을 제기했다.

### 인사청문회 논란
- 경제부총리 인사청문회에서 아들이 이중국적 논란이 있자 "법무부에 신고한 적법한 것"이라고 하면서 "고위공무원으로서 이중국적을 해소할 의향이 있느냐"는 질의에 "현역병으로 병역의 의무 수행 중이며 "국민으로서 병역 등의 의무를 다할 것"이라고 했다
- 택시기사와 시비가 붙어 폭력행위로 기소유예 처분을 받은 사실이 왜 상부에 보고되지 않았는지에 대해서는 "경찰이 왜 통지를 안 했는지, 통지사항인지 잘 모르겠다. 보고해야 하는 제도가 있었는지 몰라 보고하지 않았다"고 했다.
- 본인이 충분한 예금이 있었음에도 어머니에게서 수천만 원을 빌린 것에 대해서 "돈을 빌리면서 차용증을 써서 사본을 보관했고 어머니께도 드렸"으며 "이자라고 하면 좀 그렇지만 여유 있게 용돈을 드리기 위한 것"이라며 "예금 만기 전에 소요가 있을 때 어머니께 돈을 빌린 적이 있다"고 했다. 어머니의 통장 거래 내역이 김동연 측 거주지 인근 은행이라는 점에서 "사실상 통장을 관리하는 것 아니냐"는 의혹에 대해서 "인덕원과 과천은 차로 5분 거리로 일주일에 한두 번 저와 처, 여동생이 어머니를 만나 은행도 같이 가고 밥도 먹는다"고 답했다. 어머니의 재산공개를 거부한 것과 관련해서 "이번에만 고지를 안 한 것은 아니고 예산실장 때부터 그렇게 했다"며 "당시 다른 동생들과 내가 용돈 겸 생활비를 드렸는데 공식적으로 동생이 드렸다"라고 말했다.어머니 명의로 당첨된 판교 아파트에 어머니가 실제 거주하지 않았던 점을 들며 "투기를 위해 아파트를 매입한 것 아니냐"는 지적에 "어머니가 집 담보 대출이 있어서 바로 들어갈 형편이 안됐다. 혼자 살기 넓어서 나중에 남동생 등이 여유가 생기면 같이 살 생각을 한 것"이라고 말했다.
- 병역 시력검사 조작 의혹에 대해서 "2차 정밀검사를 받은 결과"라며 강하게 부인하면서 "병역검사 당시 2차 검사는 공무원 임용 시력검사처럼 벽에 시력표를 붙이고 하는 검사는 아니었다"고 했으나 해명에도 문제제기가 계속되자 "대학 총장 한 사람이다. 병역 문제에 한점 의혹이 있다면 후보자는커녕 제 명예를 훼손하는 문제"라며 강한 어조로 거듭 의혹을 부인하면서 "고등학교를 졸업한 뒤 17살부터 직장을 다니고 있었고 당시 가장 힘든 시기였다"며 "군대를 어떻게 하겠다는 생각은 없었고 고시를 볼 생각도 못 했다"고 말했다.[3]

### 제2경인고속도로 갈현고가교 화재사고관련 논란
2022년 12월 29일 일어난 화재사고때 화재가 완전히 진압된후에 입장발표를해 늑장대응이라는 논란이 있다.

## 역대 선거 결과
|  | 0% |

|  | 49.06% |

## 소속 정당
| 소속 정당 | 소속 정당    | 소속 기간 | 비고      |
| --------- | ------------ | --------- | --------- |
|           | 무소속       | 2021~2022 | 정계 입문 |
|           | 새로운물결   | 2022      | 창당      |
|           | 더불어민주당 | 2022~현재 | 합당      |

## 같이 보기
- 대한민국의 경제부총리
- 대한민국의 기획재정부 차관
- 대한민국의 기획재정부 장관
- 대한민국의 국무조정실장
- 경기도지사